# Богзешть (Румунія)
Богзешть, Богзешті (рум. Bogzești) — село у повіті Нямц в Румунії. Входить до складу комуни Секуєнь.
Село розташоване на відстані 278 км на північ від Бухареста, 30 км на схід від П'ятра-Нямца, 68 км на південний захід від Ясс.

## Населення
За даними перепису населення 2002 року у селі проживали 70 осіб, усі — румуни. Усі жителі села рідною мовою назвали румунську.